# 庫克申
51°10′16″N 31°39′9″E / 51.17111°N 31.65250°E
庫克申（烏克蘭語：Кукшин），是烏克蘭北部的村莊，隸屬切爾尼希夫州的尼任區。該村始建於1624年，面積2.96平方公里，海拔高度122米，2001年人口949人，人口密度每平方公里320.5人。